# Lago Waccamaw
O lago Waccamaw (em inglês:  Lake Waccamaw) é um lago de água doce situado no condado de Colombus, na Carolina do Norte, Estados Unidos. O lago tem forma oval, medindo aproximadamente 5,2 milhas (8,4 km) por 3,5 milhas (5,6 km) cobrindo uma área de 36,17 km2. Tem uma profundidade média de 7,5 pés (2,3 m) e um perímetro de cerca de 14 milhas (23 km). Os 70% marginais do fundo do lago são compostos de areia limpa, enquanto que os 30% centrais são cobertos com um depósito de turfa fibrosa e pulposa. O lago é alimentado por quatro riachos. A saída do lago forma o rio Waccamaw que flui para sudeste até chegar ao Oceano Atlântico perto de Georgetown.
O lago tem uma grande diversidade de espécies piscícolas, incluindo três espécies endémicas: Etheostoma perlongum, Fundulus waccamensis e Menidia extensa.